# Verner Lehtimäki
Verner Lehtimäki (né le 8 juin 1890 à Vahto, mort le 5 avril 1938 en URSS) est un militaire, un pilote et un ingénieur aéronautique finlandais, membre des Gardes rouges et commandant la Légion de Mourmansk.

## Biographie

### Jeunesse
Verner Lehtimäki naît à Vahto, dans une famille de petits fermiers.
Il part en mer et immigre aux États-Unis, où il travaille, de 1910 à 1915, dans un ranch au Nouveau-Mexique et comme mousse au Mississippi .
Aux États-Unis, il étudie aussi pour devenir mécanicien automobile.
En 1916, Verner Lehtimäki s'installe à Saint-Pétersbourg, où il est employé par le concessionnaire automobile Vauxhall, il participe au transport des blessés de la Première Guerre mondiale et vit la révolution de février 1917.
Après avoir perdu son emploi en 1917, il fournit des armes aux Gardes rouges finlandais.

### Ses dernières années
En 1923, Verner Lehtimäki part en Chine pour travailler dans un bureau de douane et probablement comme espion.
En 1924, il part avec son frère Jalmar aux États-Unis, où il étudie pour devenir instructeur de vol et ingénieur aéronautique.
Il développé des avions dans diverses entreprises à San Francisco, Chicago et New York.
Aux États-Unis, Verner Lehtimäki a pu rencontrer des généraux de l'armée et Franklin Delano Roosevelt tout en négociant des contrats d'avions avec l'Union soviétique.
Verner Lehtimäki retourne en Union soviétique en avril 1932 avec 22 pièces d'avion et une chaîne de montage pour la République socialiste soviétique carélo-finnoise.
Peut-être Verner Lehtimäki est-il allé espionner à Helsinki et à Turku à l'automne 1934.
Il a participé au développement de l'industrie aéronautique à Leningrad.
Verner Lehtimäki acquiert la nationalité soviétique en octobre 1936.
Il sera arrêté, lors des Grandes Purges, le 21 janvier 1938.
Il avait été membre du SKP de 1919 à 1923, mais au moment de son arrestation, il n'appartenait pas au Parti communiste.
L'une des accusations les plus aggravantes est sa proximité supposée avec Oskari Tokoi, qui était devenu un farouche contre-révolutionnaire.
Apparemment, Lehtimäki a également été torturé lors des interrogatoires.
Il a été condamné à mort le 29 mars et exécuté le 5 avril 1938.
Verner Lehtimäki a été réhabilité en 1957,.